# Associação Chapecoense de Futebol
L'Associação Chapecoense de Futebol, nota semplicemente come Chapecoense, è una società calcistica brasiliana con sede nella città di Chapecó, nello stato di Santa Catarina.
Milita nella Série B.

## Storia
Il club venne fondato come Associação Chapecoense de Futebol il 10 maggio 1973, in seguito alla fusione tra l'Atlético Chapecoense e l'Independente.
Nel 1977 la Chapecoense vinse il primo titolo aggiudicandosi il Campionato Catarinense dopo avere sconfitto l'Avaí 1-0 in finale.
Nel 1978 il club partecipò per la prima volta al Campeonato Brasileiro Série A concludendo la stagione al 51º posto, e terminando l'anno successivo al 93º.
Nel 2002, a causa di una partnership, la Chapecoense cambiò nome in Associação Chapecoense Kindermann/Mastervet. Nel 2006 il club è tornato a chiamarsi con il suo nome originale, cioè Associação Chapecoense de Futebol, vincendo anche la Copa Santa Catarina.
Nel 2007 il club ha vinto per la terza volta il campionato statale, e ha anche partecipato al Campeonato Brasileiro Série C, dove è stato eliminato nella prima fase. Ha vinto di nuovo il Campionato Catarinense nel 2011. Con il passare degli anni arrivano anche le promozioni di categoria che lo hanno portato fino in Série A nel 2014, dopo essere arrivato secondo nel Campeonato Brasileiro Série B 2013, alle spalle del Palmeiras.

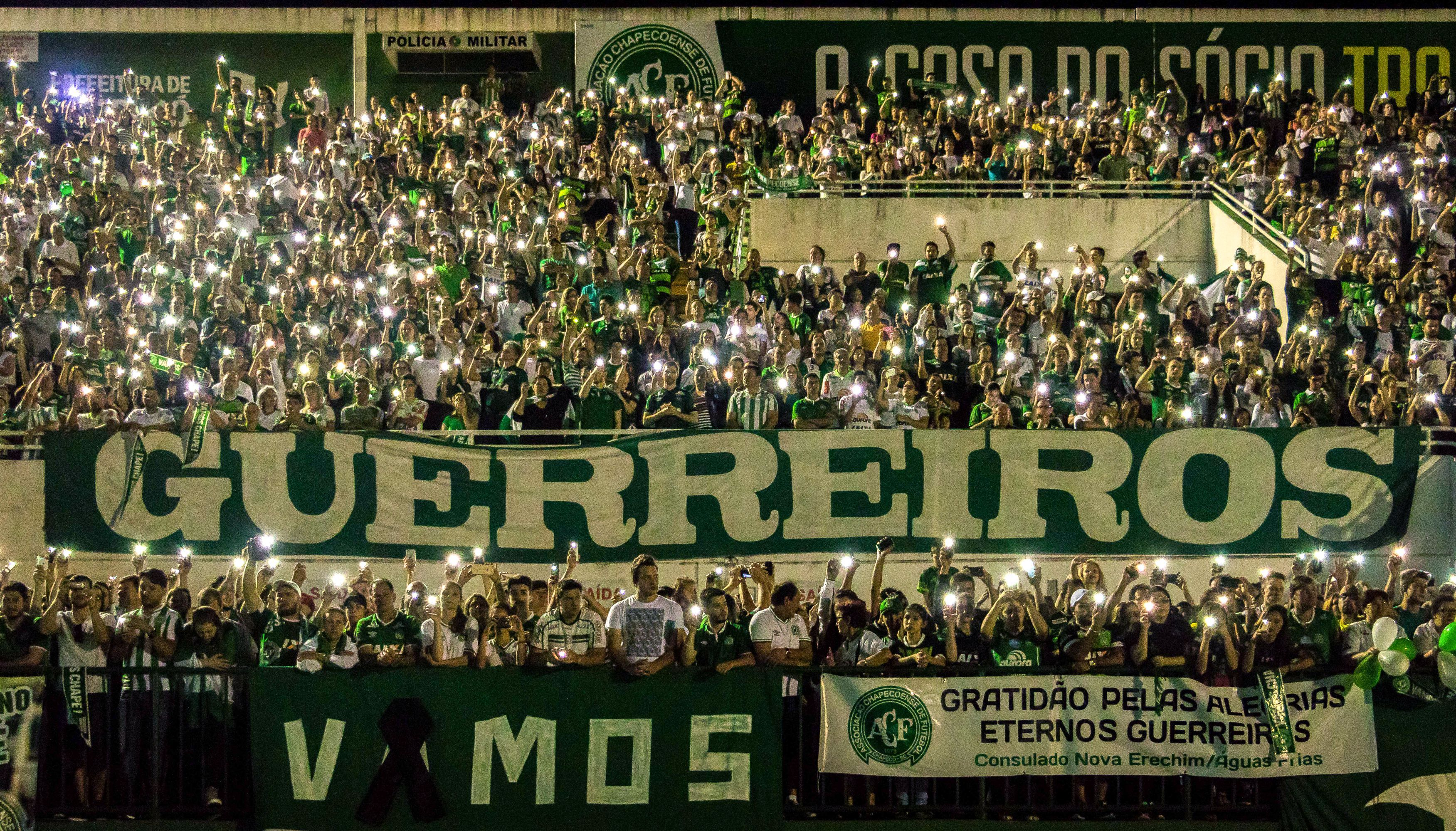
Tributo dei tifosi alla squadra dopo la tragedia aerea del 2016.

Il 28 novembre 2016 la squadra della Chapecoense, che si apprestava a giocare la finale della Copa Sudamericana contro i colombiani dell'Atlético Nacional, è stata coinvolta in un disastro aereo nei pressi della città colombiana di Medellín. Il quadrimotore su cui viaggiava la squadra, il volo LaMia Airlines 2933, precipitò mentre si avvicinava all'aeroporto José Maria Córdova, a 50 km da Medellín.
L'aereo caduto in Colombia aveva a bordo settantasette persone, di cui sei sopravvissute; tra queste i calciatori della Chapecoense Hélio Hermito Zampier Neto (noto semplicemente come Neto), Jakson Ragnar Follman e Alan Luciano Ruschel.
In seguito alla tragedia aerea la CONMEBOL, su proposta dell'Atlético Nacional, ha assegnato ad honorem la Copa Sudamericana alla Chapecoense.
A prendere le redini della squadra come nuovo allenatore è stato Vágner Mancini, subentrato a Luis Carlos Saroli, morto nel disastro aereo. A quasi due mesi dall'incidente i superstiti della squadra con i sostituti tornano in campo per un'amichevole contro il Palmeiras, partita finita 2-2. Al 71' la partita viene fermata per commemorare le settantuno vittime della tragedia, mentre prima del fischio d'inizio, la squadra riceve la Coppa Sudamericana. Nel 2017 il club partecipa alla Coppa Libertadores, venendo sorteggiato nel gruppo 7 con il Nacional, il Lanús e lo Zulia. Nel 2020, dopo solo un anno nel Campeonato Brasileiro Série B, conclude il campionato al 1º posto e torna nel massimo livello del campionato brasiliano.

## Colori e simboli
I colori sociali della società sono il verde e il bianco.

## Strutture

### Stadio
Il Chapecoense gioca nell'Arena Condá, che ha una capienza di 22.600 persone.

## Allenatori e presidenti
Di seguito le liste degli allenatori e dei presidenti.
- 1973  Gomercindo Luiz Putti
- 1974-1975 non disponibile
- 1976  Roberto Caramuru
 Edgar Ferreira
- 1977  Edgar Ferreira
- 1978  Áureo Malinverni
- 1979  Vacaria
- 1980  Laone Luís Luz
- 1981  Lori Sandri
 Laerte Dória
 Juarez Vilela
 Vacaria
- 1982  Crespo
 Juarez Vilela
- 1983 non disponibile
- 1984  Jaime Schmidt
- 1985-1986 non disponibile
- 1987  Carlos Froner
 Cláudio Djair Barbosa
- 1988 non disponibile
- 1989  Vicente Arenari
- 1990  Danúbio Marques
 Lauro Búrigo
- 1991-1992  Juarez Vilela
- 1993  Romualdo Costa
 Jaime Schmidt
 Cláudio Djair Barbosa
- 1994  Luiz Freire
 Joel Castro Flores
 Roberto Caramuru
- 1995  Vicente Arenari
- 1996  Agenor Piccinin
- 1996-1997  Joel Castro Flores
- 1998  Júlio Espinosa
 João Carlos Maringá
- 1999  João Carlos Maringá
- 2000  Joel Castro Flores
 Guilherme Macuglia
- 2001  Domingos Sávio
 Nasareno Silva
- 2002  Agenor Piccinin
- 2003  Cláudio Djair Barbosa
 Roberto Cavalo
- 2004  Amauri Knevitz
 Roberto Cavalo
- 2005  Raffaele Graniti
 Cláudio Djair Barbosa
- 2006  Vacaria
 China
 Guilherme Macuglia
 Agenor Piccinin
- 2007  Agenor Piccinin
- 2008  Abel Ribeiro
 Leandro Altair Machado
 Luiz Carlos Cruz
 Mauro Ovelha
- 2009  Mauro Ovelha
- 2010  Mauro Ovelha
 Suca (feb.-mar.)
 Guilherme Macuglia (mar.-dic.)
- 2011  Mauro Ovelha
- 2012  Mauro Ovelha (gen.)
 Gilberto Pereira (feb.-mar.)
 Cadu Gaúcho (mar.)
 Itamar Schülle (mar.-set.)
 Gilmar Dal Pozzo (set.-dic.)
- 2013  Gilmar Dal Pozzo
- 2014  Gilmar Dal Pozzo (gen.-set.)
 Jorginho (set.-nov.)
 Celso Rodrigues(nov.-dic.) (ad interim)
- 2015  Vinícius Eutrópio (gen.-set.)
 Guto Ferreira (set.-dic.)
- 2016  Guto Ferreira (gen.-giu.)
 Emérson Cris (giu.)
 Caio Júnior (giu.-dic.)
- 2017  Vágner Mancini (gen.-lug.)
 Emérson Cris (lug.) (ad interim)
 Vinícius Eutropío (lug.-set.)
 Emérson Cris (ott.)
 Gilson Kleina (ott.-dic.)
- 2018  Gilson Kleina (gen.-ago.)
 Guto Ferreira (ago.-ott.)
 Claudinei Oliveira (ott.-dic.)
- 2019  Claudinei Oliveira (gen.-mar.)
 Emérson Cris (mar.) (ad interim)
 Ney Franco (mar.-set.)
 Emérson Cris (set.) (ad interim)
 Marquinhos Santos (set.-dic.)
- 2020  Neto (gen.-feb.)(ad interim)
 Umberto Louzer (feb.-dic.)
- 2021  Umberto Louzer (gen.-apr.)
 Mozart Santos Batista Júnior (apr.-mag.)
 Felipe Endres (mag.-giu.)
 Jair Ventura (giu.-ago.)
 Pintado (ago.-ott.)
 Felipe Endres (ott.-dic.)
- 2022  Felipe Conceição

- 1973  Immich Lottery
- 1974-1976 non disponibile
- 1977  Arthur Badalotti
- 1978  Edney de Carvalho
- 1979  Gentile Julio Galli
- 1980-1982 non disponibile
- 1983  Enir Hartmann
- 1983-1990 non disponibile

- 1991  Enir Hartmann
- 1992  Flávio Biazus
- 1993  Lodovino Costella
- 1994  Edir de Marco
- 1995-2000 non disponibile
- 2001-2002  Luiz Pinto Crispim
- 2003-2004 non disponibile
- 2005  Enir Hartmann

- 2006-2007  Edir de Marco
- 2008  Lodovino Costella
- 2009-2010  Nei Maidana
- 2010-2016  Sandro Pallaoro
- 2016  Ivan Tozzo (ad interim)
- 2016-2019  Plínio David de Nês Filho
- 2019-2020  Paulo Ricardo Magro
- 2020-presente  Gilson Sbeghen

## Palmarès

### Competizioni internazionali
- Coppa Sudamericana: 1

2016

### Competizioni nazionali
- Campeonato Brasileiro Série B: 1

2020

### Competizioni statali
- Campionato Catarinense: 7

1977, 1996, 2007, 2011, 2016, 2017, 2020
- Copa Santa Catarina: 1

2006

### Altri piazzamenti
- Campeonato Brasileiro Série B:

Secondo posto: 2013
- Campeonato Brasileiro Série C:

Terzo posto: 2012
- Campeonato Brasileiro Série D:

Terzo posto: 2009
- Campionato Catarinense:

Finalista: 1978, 1991, 1995, 2009, 2013, 2018, 2019, 2021, 2025
- Copa Santa Catarina:

Finalista: 1996
- Recopa Sudamericana:

Finalista: 2017
- Coppa Suruga Bank:

Finalista: 2017

## Organico

### Rosa 2022
Rosa aggiornata al 30 gennaio 2022
| N. |                    | Ruolo | Calciatore       |
| -- | ------------------ | ----- | ---------------- |
| 1  | Brasile (bandiera) | P     | Keiller          |
| 2  | Brasile (bandiera) | D     | Matheus Ribeiro  |
| 3  | Brasile (bandiera) | D     | Laércio          |
| 4  | Brasile (bandiera) | D     | Kadu             |
| 5  | Brasile (bandiera) | C     | Moisés Ribeiro   |
| 6  | Brasile (bandiera) | D     | Busanello        |
| 7  | Brasile (bandiera) | A     | Bruno Silva      |
| 8  | Brasile (bandiera) | C     | Alan Santos      |
| 9  | Brasile (bandiera) | A     | Anselmo Ramon    |
| 11 | Brasile (bandiera) | C     | Henrique Almeida |
| 14 | Brasile (bandiera) | C     | Thiago Ribeiro   |
| 15 | Brasile (bandiera) | C     | Ronei            |
| 16 | Brasile (bandiera) | D     | Tiago            |
| 17 | Brasile (bandiera) | A     | Mike             |
| 21 | Brasile (bandiera) | D     | Ignácio          |
| 23 | Brasile (bandiera) | C     | Renê Júnior      |
| 26 | Brasile (bandiera) | C     | Anderson Leite   |
| 30 | Brasile (bandiera) | D     | Ezequiel         |
| 31 | Brasile (bandiera) | P     | João Paulo       |

| N. |                    | Ruolo | Calciatore         |
| -- | ------------------ | ----- | ------------------ |
| 32 | Brasile (bandiera) | C     | Lima               |
| 33 | Brasile (bandiera) | D     | Joílson            |
| 34 | Brasile (bandiera) | D     | Derlan             |
| 50 | Brasile (bandiera) | C     | Geuvânio           |
| 55 | Brasile (bandiera) | D     | Jordan             |
| 77 | Brasile (bandiera) | A     | Pedro Perotti      |
| 80 | Brasile (bandiera) | D     | Mancha             |
| 85 | Brasile (bandiera) | C     | Tharlis            |
| 88 | Brasile (bandiera) | C     | Denner             |
| 89 | Brasile (bandiera) | P     | Vagner             |
| 90 | Brasile (bandiera) | D     | Felipe             |
| 96 | Brasile (bandiera) | C     | Kaio               |
| 97 | Brasile (bandiera) | C     | Leo Gomes          |
| 98 | Brasile (bandiera) | P     | Tiepo              |
|    | Brasile (bandiera) | C     | Vinícius Locatelli |
|    | Brasile (bandiera) | D     | Gabriel Inocêncio  |
|    | Brasile (bandiera) | D     | Léo                |
|    | Brasile (bandiera) | D     | Frazan             |
|    | Brasile (bandiera) | C     | Bruno Nazário      |